# Helena Grabowska
Helena Grabowska z domu Potoczek (ur. 1 sierpnia 1925 w Stróżnej, zm. 26 października 2008) – polska nauczycielka, działaczka partyjna w PRL.

## Życiorys
Urodziła się 1 sierpnia 1925 w Stróżnej jako córka Władysława i Anny Potoczków. W latach 60. i 70. pracowała jako nauczycielka w II Liceum Ogólnokształcącym w Sanoku, pełniąc tam funkcję zastępcy dyrektora. Była nauczycielką chemii i propedeutyki oraz od 1 września 1976 do 31 sierpnia 1980 sprawowała stanowisko dyrektora I Liceum Ogólnokształcącego im. Komisji Edukacji Narodowej w Sanoku. Zainicjowała podjęcie współpracy między liceum a sanockim Zakładowym Domem Kultury, działającym przy fabryce Autosan. Została członkiem prezydium Komitetu Zjazdu wychowanków Gimnazjum i I Liceum w Sanoku w 100-lecie szkoły 1880–1980. 
Od 1949 należała do PZPR. Od 10 listopada 1972 do 1976 pełniła funkcję sekretarza do spraw organizacyjnych i do spraw propagandy oraz zasiadała w Egzekutywie Komitetu Miejskiego PZPR w Sanoku. Była członkiem prezydium Miejskiego Komitetu Frontu Jedności Narodu w Sanoku. W lipcu 1975 zasiadła we władzach wojewódzkich Towarzystwa Przyjaźni Polsko-Radzieckiej w Krośnie.
Jej mężem od 1956 był Kazimierz Grabowski (1928-2002), także działacz partyjny w Sanoku. Mieli synów Wiesława i Andrzeja. Helena i Kazimierz Grabowscy zostali pochowani w grobowcu rodzinnym na Cmentarzu Centralnym w Sanoku.

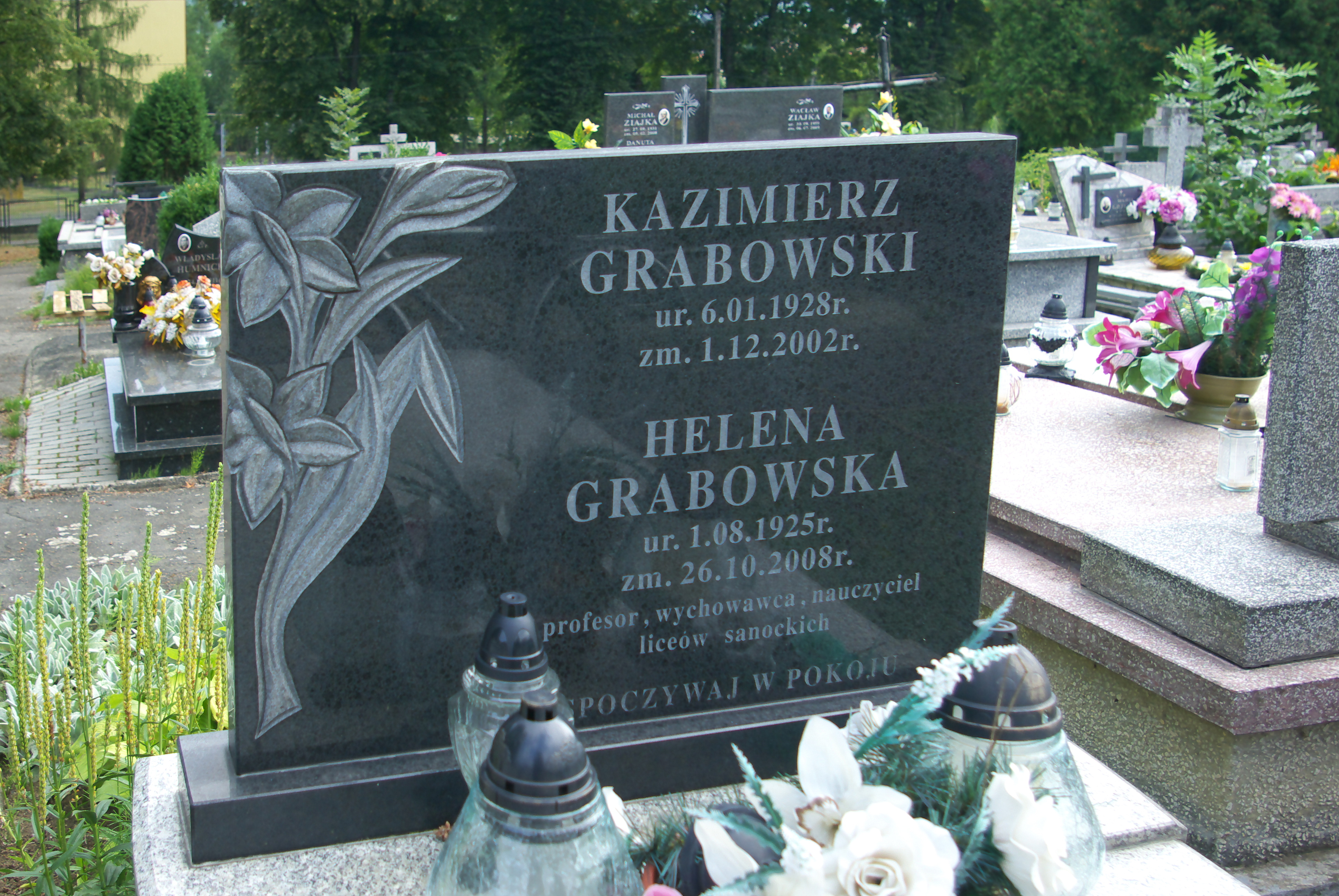
Grobowiec Heleny i Kazimierza Grabowskich

## Odznaczenia i nagrody
- Krzyż Oficerski Orderu Odrodzenia Polski[1]
- Złoty Krzyż Zasługi[1]
- Brązowy Krzyż Zasługi[1]
- Medal 30-lecia Polski Ludowej (1975)[22]
- Medal Komisji Edukacji Narodowej (1978)[23]
- Medal pamiątkowy za aktywną działalność w upowszechnianiu marksizmu-leninizmu i polityki partii (1978)[24]
- Odznaka „Zasłużony dla Sanoka” (1978)[25]
- Nagroda Ministra Oświaty i Wychowania II stopnia (1977)[26]